# Краснов Петро Миколайович
Красно́в Петро́ Микола́йович (* 10 (22) вересня 1869, Санкт-Петербург — †16 січня 1947, Москва)  — російський генерал від кавалерії, отаман Всевеликого Війська Донського, військовий та політичний діяч, письменник та публіцист. Під час Другої світової війни обіймав посаду начальника Головного управління козачих військ Імперського міністерства східних окупованих територій.

## Біографія

### До революції
Культурно-національний рух серед освічених верств донського козацтва зародився лише на початку XX століття. Саме в цей час з'явилися на Дону перші письменники та культурні діячі, які пропагували національну окремішність донців від росіян, оголошували про те, що донське козацтво не лише окремий стан російської держави, але й окрема нація, що своєю ментальністю, культурою та навіть мовою сильно відрізняється від російського народу. До самої епохи революційних потрясінь 1917 року ці донські самостійники мало були відомі у Москві та Петербурзі, але на Дону були досить знані серед козачої інтелігенції. Найбільш вшанованим із письменників був Петро Краснов, козачий полковник, а в роки Першої Світової війни генерал, майбутній перший керівник (отаман) незалежної донської держави 1918 року — Всевеликого Війська Донського. Писав Краснов як літературні твори, так і наукові розвідки. Одна з його відомих поезій мала назву «Тихий Дон». Належать Петру Краснову і історичні нариси з життя українців Донщини — «Малоросіяни на Дону» і «Іногородні на Дону». Як і майже усім першим за часом національним письменникам будь-якого народу, Петру Краснову були притаманні риси національного романтизму, коли свій народ повсякчасно вихвалювався, змальовувався виключно позитивно на тлі підступних і брехливих ворогів.

### Керівник Донської республіки
18 травня 1918 року в Новочеркаську було проголошено створення незалежної держави донських козаків — Донської Республіки (згодом Всевеликого Війська Донського). Керівником нової держави з титулом отамана обрано відомого козацького воєнного та громадського діяча Петра Краснова. Краснов відразу ж направив своїх емісарів до Києва, до гетьмана Скоропадського, з метою створення тісного воєнного та державного союзу Дону з Україною. Для гетьманського уряду, в умовах постійної важкої боротьби з більшовиками, такий союз також був вкрай потрібним. Тож українці з донцями погодилися разом протистояти більшовицькій навалі. Але донське козацтво дуже хворобливо віднеслося до розподілу колишньої козацької землі між Доном та Україною. В умовах постійної більшовицької агітації це могло трактуватися як слабкість донського уряду, його залежність від інших держав та неспроможність відстоювати власні національні інтереси. Тому донська делегація прохала український уряд розпочати нові переговори та дійти компромісу в питанні приналежності Таганрозької та Донецької округи. І уряд Скоропадського, як і в питанні приналежності Ростову, пішов на зустріч вимогам своїх південно-східних сусідів.
7 серпня 1918 року було підписано оборонний і торговельний союз Дону з Українською Державою. Згідно з цим Договором обидві держави зрікалися територіальних претензій одна до одної, та встановлювали державний кордон між собою по адміністративній межі, яка існувала за часів Російської імперії станом на 1917 рік. Таганрозька і Донецька округи поверталися Дону, але до України відходив невеликий клаптик у районі Маріуполя, та з території Таганріжщини створювався окремий промисловий район, керівництво яким здійснювала спільна українсько-донська комісія, що дислокувалася в українськім Харкові. Також уряд Дону обіцяв ліквідувати у своїй державі станову нерівність, та надати українцям Донщини такі самі права, які мали за царської влади одні донські козаки. Важливим політичним здобутком для української влади був і зафіксований у Договорі намір донського керівництва сприяти створенню єдиної федеративної держави України, Криму, Дону та Кубані зі столицею у Києві.
Вельми розраховував гетьман Скоропадський і на військову силу донських козаків. Розуміючи, яку велику загрозу несуть для незалежної України російські більшовики, гетьман намагався об'єднати у боротьбі з більшовизмом усі наявні сили — українську та німецьку армії, козачі загони Дону, добровольчі з'єднання «білої» Росії. На Україну втікали від жахів більшовизму російські офіцери царської армії, колишні дворяни. Гетьман намагався створити з них збройні загони для протидії більшовикам, але це деморалізоване російське військо здебільшого воювати не хотіло, та знаходячись на українській землі, зневажало український народ, виступало проти української державності, намагалося посварити українців із німцями. Тоді й виникає у гетьмана думка, вислати ті російські білогвардійські загони на Дон, сподіваючись, що донські козаки швидше знайдуть спільну мову з своїми єдинокровними братами росіянами. Про це згодом гетьман Скоропадський згадував у своїх мемуарах: «Розпочалося формування Особливого корпусу, метою якого було подальше розгортання, аби коли наступить влучний момент, наступати на Совдепію. План був укласти угоду з Красновим з одного боку, й оскільки німці висловлювали намір з Заходу також перейти в наступ, спільними зусиллями усіх трьох армій стиснути більшовиків».
Але цим великим планам не вдалося бути втіленими у життя. Листопадова революція 1918 року в Німеччині та антигетьманське повстання у Києві поклали край режиму Скоропадського. Відновленій владі УНР на чолі з Директорією відразу довелося утримувати наступ, що розпочала на Україну червона Москва. Українська армія була відкинута від Дону, і донське питання з практичної площини перейшло до площини виключно теоретичної.

### Краснов і Україна
Від самого початку утворення Донської Республіки, її керівники прикладали багато зусиль, аби встановити гарні, добросусідські зв'язки з незалежною Україною.
Вже 11 травня 1918 року, за 7 днів до проголошення незалежності Дону, до Києва прибув генерал Олександр Черячукін, якого отаман Петро Краснов відправив як представника всього донського козацтва, з пропозицією встановити тісні політичні та економічні зв'язки з Україною. Після проголошення незалежності Доном, Олександр Черячукін набув повноваження державного посла Донської Республіки в Україні. Незабаром до Києва прибув міністр торгівлі і промисловості Дону Володимир Лебедєв, аби разом із Черячукіним взяти участь у підготуванні до підписання великого міждержавного Договору між Доном та Україною. Українську делегацію на цих переговорах очолював міністр закордонних справ Дмитро Дорошенко.
Переговори між державами не були легкими. Від самого початку обидві країни мали територіальні претензії одна до одної. Україна прагнула приєднати до себе Таганрізький округ і західні волості колишньої Області війська Донського понад річкою Калитвою, що були заселені українцями. Ці землі вже були окуповані українськими військами після спільного наступу з німцями проти більшовиків, і український уряд, як вчинок доброї волі, відразу передав донцям місто Ростів, також відбитий у більшовиків у травні 1918 року. Та не задовольняючись цим подарунком, Краснов вимагав від України повернення Таганрогу та всіх українських земель Донщини. Мало того — донці мали сміливість претендувати й на суто українські землі: Старобільський повіт Харківської губернії та місто Луганськ Катеринославської губернії.
Переговори продовжувалися два місяці. Нарешті, зважаючи на більшовицьку загрозу, обидві сторони пішли на поступки. 7 серпня 1918 року уряди Української Держави і Дону підписали договір, за яким визнали незалежність обох країн і зрікалися територіальних претензій. Міждержавний кордон було встановлено по старій адміністративній межі між Областю війська Донського з одного боку, та Воронізькою, Харківською і Катеринославською губерніями з іншого. Таким чином Україна віддавала Дону Таганріг і Міллерове, а донський уряд визнавав права України на етнічні українські землі Східної Слобожанщини, в Воронізькій губернії Росії. В районі Маріуполя до України була приєднана невелика територія для забезпечення цілісності управління містом та портом. Крім того Донська Республіка визнавала економічні інтереси Української Держави в Таганріжщині, зобов'язуючись підготувати до підписання господарську угоду щодо спільного використання Україною та Доном промислових потужностей цих земель. Договір також передбачав зрівняння в політичних правах українців та донських козаків, що проживали в Донській республіці, та встановлював оборонний і торговельний союз між двома державами.
Політичний союз та економічна співпраця України і Дону зміцнювали їхні позиції в спільній боротьбі проти російських більшовиків. Разом із тим залишалися невирішеними важливі проблеми глобального масштабу. Донський уряд нібито згоджувався на утворення в майбутньому спільної федерації України, Дону, Кубані та Криму під головним керівництвом України, але разом із тим мріяв і про створення на противагу Україні іншого державного союзу усіх козачих земель під верховенством Дону. До цього так званого «Доно-Кавказького союзу» мала увійти велика територія від середньої Волги до Кавказу і від Чорного моря до Каспійського. У випадку утворення, територія цієї держави була б не меншою від території України, і в такий засіб донські керівники могли б із більшою силою тиснути на Україну. Так, на словах підтримуючи більш тісний союз Дону, України та Кубані, на справді Краснов та його поплічники таємно підбурювали кубанців проти єдності з українцями.
Підписавши дружній Договір із Доном, Українська Держава взяла на себе обов'язки представляти Донську республіку на переговорах із Радянською Росією, що відбувалися у цей час, адже незалежність України була офіційно визнана червоною Москвою внаслідок Берестейського миру, а самостійність Дону, крім України, не визнав поки ніхто. 15 серпня 1918 року голова Української мирної делегації на переговорах Сергій Шелухін передав російській делегації ноту з повідомленням, що Україна визнала Донську республіку суверенною державою і уклала з нею договір щодо кордонів, та вимагала від Росії також негайного визначення прикордонної межи з Доном у районі Вигоньського озера та Новохопьорська.
24 серпня російська мирна делегація заявила протест проти визнання Україною Донської республіки. Але Україна продовжувала працювати з донським урядом у галузі створення спільного економічного району на Таганріжщині. 26 серпня Рада міністрів Української Держави заслухала заяву міністра закордонних справ про необхідність розробити разом із представниками Донського уряду текст додаткової угоди з торгово-фінансових питань до вже ратифікованої угоди з цим урядом від 7 серпня 1918 року. А 2 вересня Рада міністрів схвалила кандидатуру посла Української Держави до Донської республіки, яким став Михайло Сливинський. Довідавшись про це, Радянська Росія вчинила Україні черговий демарш. 10 вересня на міждержавних переговорах дійшло до палких суперечок — Росія протестувала як проти визнання Україною Дона, так і проти намагань України прилучити до себе Крим. У відповідь на це 14 вересня українська рада міністрів уповноважила міністра торгівлі і промисловості разом із міністром шляхів сполучень підписати додатковий договір з урядом Дону відносно спільного регулювання питань, які стосувалися Донецького басейну. 18 вересня був нарешті підписаний так званий «Таганрізький договір» — Донське керівництво змушено було визнати економічні права України на Таганрізький край. Згідно з цим договором у складі Донської держави створювався Таганрізький промисловий район. Керівництво ним здійснювала спільна українсько-донська комісія, що дислокувалася у Харкові.
Саме в ці часи відбувалися в Донській державі важливі політичні зміни. 15 вересня Донська республіка була перейменована на Всевелике Військо Донське. Отаман Краснов перебирав до себе все більше диктаторських повноважень, в умовах неоголошеної війни з більшовиками намагаючись перетворити Донщину на кшталт українського Гетьманату в мініатюрі. Усі права українського народу в новій державі зберігалися, і навіть збільшувалися. Петро Краснов постійно нагадував про свої особисті гарні стосунки з гетьманом Скоропадським. Знов був підтверджений намір Дону створити в найближчім часі єдину державу з Україною та Кубанню.

На суді у Москві. Перший ряд, зліва направо: Петро Краснов, Андрій Шкуро, Султан-Гірей Клич

Така приязнь із боку Краснова до України осінню 1918 року пояснялася дуже скрутним становищем донського війська у протистоянні з більшовиками. Поки в Україні знаходилися німецька армія, більшовики обмежувалися лише збройними провокаціями проти обох новоутворених держав. Та антикозача більшовицька агітація на Дону мала свої наслідки — російські та українські селяни ставали «п'ятою колоною» в тилу Донської держави, і ця ситуація дуже непокоїла Краснова. Він постійно вимагав від гетьмана Скоропадського допомоги як зброєю так і людськими ресурсами, і допомогу цю отримував — на Дон з України йшла і зброя, і добровольці, в першу чергу з колишніх офіцерів царської армії, яких таким чином позбувалася Україна як небезпечного проросійського чинника. Та з початком революції у Німеччині трапилася на Дону катастрофа. 21 листопада в Київ прибуває повноважний посланник Всевеликого Війська Донського генерал Черемухін, який благає гетьмана Скоропадського надати Дону термінову збройну допомогу, але гетьман і сам неупинно губить владу в Україні. Краснов змушений був кинути свій уряд, та тікати під захист генерала Денікіна, навіки позбувшись ідеї відродити незалежний Дон. Але керманичі російського білогвардійського руху, які мріяли відродити «єдину неділиму Росію», ставилися до Краснова як до сепаратиста та німецького ставленика. Колишній «отаман незалежного Дону» стає в них лише редактором невеличкої армійської газетки, а згодом перебирається у Німеччину, до своїх колишніх союзників. З приходом до влади Гітлера він служить нацистам, у роки Світової війни агітує донців воювати проти СРСР, з крахом Гітлера тікає до британської зони окупації, але виданий ними радянській владі. У наші часи він один із героїв сучасних донських незалежників.

## Родина
Батько — Микола Іванович Краснов, російський військовий генерал-лейтенант Імперської армії.
Дід — Іван Іванович Краснов, російський військовослужбовель, генерал-лейтенант, письменник.
Прадід — Іван Кузьмич Краснов, генерал-майор з донських козаків.
Брат — Андрій Миколайович Краснов, російський геоботанік, ґрунтознавець, географ.
Другий брат — Платон Миколайович Краснов, російський перекладач, критик та письменник.

## Страта
29 травня 1945, в числі 125 кавказьких офіцерів був доставлений у Юденбург і в порушення зобов'язань Великої Британії переданий британцями органам НКВС, які етапували його в Москву. Відповідно до Указу Президії Верховної Ради СРСР від 19 квітня 1943 року Військова колегія Верховного Суду СРСР у січні 1947 року засудила обвинувачених Краснова П. М., Шкуро А. Г., Султан-Гирея Клича, Краснова С. Н., Доманова Т. М. і фон Панвіца до страти через повішення. 16 січня 1947 року вирок було приведено у виконання.